# Austrian Open Kitzbühel
El Torneig de Kitzbühel, conegut oficialment com a Generali Open Kitzbühel, és un torneig de tennis professional que es disputa anualment sobre terra batuda al Kitzbuhel Tennis Club de Kitzbühel, Àustria. Pertany a les sèries 250 del circuit ATP masculí.
El torneig es disputa des del 1945. Ha format part del circuit professional ATP des de la seva creació excepte l'any 2010 que fou degradat al circuit challenger.
Ha tingut els noms de Bet-at-home Cup Kitzbühel.

## Palmarès

### Individuals masculí
| Any                                       | Campió                    | Finalista              | Resultat                   |
| ----------------------------------------- | ------------------------- | ---------------------- | -------------------------- |
| ATP World Tour 250                        |                           |                        |                            |
| 2025                                      | Alexander Bublik          | Arthur Cazaux          | 6−4, 6−3                   |
| 2024                                      | Matteo Berrettini         | Hugo Gaston            | 7−5, 6−3                   |
| 2023                                      | Sebastián Báez            | Dominic Thiem          | 6−3, 6−1                   |
| 2022                                      | Roberto Bautista Agut     | Filip Misolic          | 6−2, 6−2                   |
| 2021                                      | Casper Ruud               | Pedro Martínez         | 6−1, 4−6, 6−3              |
| 2020                                      | Miomir Kecmanović         | Yannick Hanfmann       | 6−4, 6−4                   |
| 2019                                      | Dominic Thiem             | Albert Ramos Viñolas   | 7−6(0), 6−1                |
| 2018                                      | Martin Kližan             | Denis Istomin          | 6−2, 6−2                   |
| 2017                                      | Philipp Kohlschreiber (2) | Joao Sousa             | 6−3, 6−4                   |
| 2016                                      | Paolo Lorenzi             | Níkoloz Bassilaixvili  | 6−3, 6−4                   |
| 2015                                      | Philipp Kohlschreiber     | Paul−Henri Mathieu     | 2−6, 6−2, 6−2              |
| 2014                                      | David Goffin              | Dominic Thiem          | 4−6, 6−1, 6−3              |
| 2013                                      | Marcel Granollers         | Juan Mónaco            | 0−6, 7−6(3), 6−4           |
| 2012                                      | Robin Haase (2)           | Philipp Kohlschreiber  | 6−7(2), 6−3, 6−2           |
| 2011                                      | Robin Haase               | Albert Montañés        | 6−4, 4−6, 6−1              |
| ATP Challenger Tour                       |                           |                        |                            |
| 2010                                      | Andreas Seppi             | Victor Crivoi          | 6−2, 6−1                   |
| ATP World Tour 250 / International Series |                           |                        |                            |
| 2009                                      | Guillermo García López    | Julien Benneteau       | 3−6, 7−6(1), 6−3           |
| 2008                                      | Juan Martín del Potro     | Jürgen Melzer          | 6−2, 6−1                   |
| 2007                                      | Juan Mónaco               | Potito Starace         | 5−7, 6−3, 6−4              |
| 2006                                      | Agustín Calleri           | Juan Ignacio Chela     | 7−6(9), 6−2, 6−3           |
| 2005                                      | Gastón Gaudio             | Fernando Verdasco      | 2−6, 6−2, 6−4, 6−4         |
| 2004                                      | Nicolás Massú             | Gastón Gaudio          | 7−6(3), 6−4                |
| 2003                                      | Guillermo Coria           | Nicolás Massú          | 6−1, 6−4, 6−2              |
| 2002                                      | Àlex Corretja (2)         | Juan Carlos Ferrero    | 6−4, 6−1, 6−3              |
| 2001                                      | Nicolás Lapentti          | Albert Costa           | 1−6, 6−4, 7−5, 7−5         |
| 2000                                      | Àlex Corretja             | Emilio Benfele Álvarez | 6−3, 6−1, 3−0, retirada    |
| 1999                                      | Albert Costa (3)          | Fernando Vicente       | 7−5, 6−2, 6−7(5), 7−6(4)   |
| 1998                                      | Albert Costa              | Andrea Gaudenzi        | 6−2, 1−6, 6−2, 3−6, 6−1    |
| 1997                                      | Filip Dewulf              | Julián Alonso          | 7−6(2), 6−4, 6−1           |
| 1996                                      | Alberto Berasategui       | Àlex Corretja          | 6−2, 6−4, 6−4              |
| 1995                                      | Albert Costa              | Thomas Muster          | 4−6, 6−4, 7−6(3), 2−6, 6−4 |
| 1994                                      | Goran Ivanišević          | Fabrice Santoro        | 6−2, 4−6, 4−6, 6−3, 6−2    |
| 1993                                      | Thomas Muster             | Javier Sánchez         | 6−3, 7−5, 6−4              |
| 1992                                      | Pete Sampras              | Alberto Mancini        | 6−3, 7−5, 6−3              |
| 1991                                      | Karel Nováček             | Magnus Gustafsson      | 7−6(2), 7−6(4), 6−2        |
| 1990                                      | Horacio de la Peña        | Karel Nováček          | 6−4, 7−6, 2−6, 6−2         |
| 1989                                      | Emilio Sánchez (2)        | Martín Jaite           | 7−6, 6−1, 2−6, 6−2         |
| 1988                                      | Kent Carlsson             | Emilio Sánchez         | 6−1, 6−1, 4−6, 4−6, 6−3    |
| 1987                                      | Emilio Sánchez            | Miloslav Mečíř         | 6−4, 6−1, 4−6, 6−1         |
| 1986                                      | Miloslav Mečíř            | Andrés Gómez           | 6−4, 4−6, 6−1, 2−6, 6−3    |
| 1985                                      | Pavel Složil              | Michael Westphal       | 7−5, 6−2                   |
| 1984                                      | José Higueras             | Víctor Pecci           | 7−5, 3−6, 6−1              |
| 1983                                      | Guillermo Vilas (4)       | Henri Leconte          | 7−6, 4−6, 6−4              |
| 1982                                      | Guillermo Vilas           | Marcos Hocevar         | 7−6, 6−1                   |
| 1981                                      | John Fitzgerald           | Guillermo Vilas        | 3−6, 6−3, 7−5              |
| 1980                                      | Guillermo Vilas           | Ivan Lendl             | 6−3, 6−2, 6−2              |
| 1979                                      | Vitas Gerulaitis          | Pavel Složil           | 6−2, 6−2, 6−4              |
| 1978                                      | Chris Lewis               | Vladimír Zedník        | 6−1, 6−4, 6−0              |
| 1977                                      | Guillermo Vilas           | Jan Kodeš              | 5−7, 6−2, 4−6, 6−3, 6−2    |
| 1976                                      | Manuel Orantes (3)        | Jan Kodeš              | 7−6, 6−2, 7−6              |
| 1975                                      | Adriano Panatta           | Jan Kodeš              | 2−6, 6−2, 7−5, 6−4         |
| 1974                                      | Balázs Taróczy            | Onny Parun             | 6−1, 6−4, 6−4              |
| 1973                                      | Manuel Orantes            |                        | Títol compartit            |
| 1973                                      | Raúl Ramírez              |                        | Títol compartit            |
| 1972                                      | Colin Dibley              | Dick Crealy            | 6−1, 6−3, 6−4              |
| 1971                                      | Clark Graebner            |                        | Títol compartit            |
| 1971                                      | Manuel Orantes            |                        | Títol compartit            |
| 1970                                      | Željko Franulović         | John Alexander         | 6−4, 9−7, 6−4              |
| 1969                                      | Manuel Santana            | Manuel Orantes         | 6−4, 6−2, 6−3              |
| 1968                                      | Martin Mulligan (2)       | Wilhelm Bungert        | 6−2, 6−2, 6−3              |
| 1967                                      | Martin Mulligan           | Wilhelm Bungert        | 6−2, 6−2, 2−6, 6−4         |
| 1966                                      | Wilhelm Bungert (2)       |                        |                            |
| 1965                                      | Wilhelm Bungert           |                        |                            |
| 1964                                      | Christian Kuhnke (3)      |                        |                            |
| 1963                                      | Christian Kuhnke          |                        |                            |
| 1962                                      | Christian Kuhnke          |                        |                            |
| 1961                                      | Roy Emerson               | Rod Laver              | 6−3, 6−3, 3−6, 0−6, 6−2    |
| 1960                                      | Pierre Darmon             | Roy Emerson            | 2−6, 1−6, 6−1, 6−3, 6−3    |
| 1959                                      | Budge Patty               | Ladislav Legenstein    | 8−6, 6−1, 6−2              |
| 1958                                      | Jacques Brichant          |                        |                            |
| 1957                                      | Trevor Fancutt            |                        |                            |
| 1956                                      | Milan Petrovic (2)        |                        |                            |
| 1955                                      | Milan Petrovic            |                        |                            |
| 1954                                      | Mal Fox                   |                        |                            |
| 1952                                      | Milan Petrovic            |                        |                            |
| 1951                                      | Fred Huber                | Enzo Pautassi          | 6−3, 6−3, 6−4              |

### Dobles masculins
| Any                                       | Campions                            | Finalistes                                | Resultat             |
| ----------------------------------------- | ----------------------------------- | ----------------------------------------- | -------------------- |
| ATP World Tour 250                        |                                     |                                           |                      |
| 2025                                      | Petr Nouza Patrik Rikl              | Neil Oberleitner Joel Schwärzler          | 1−6, 7−6(3), [10−5]  |
| 2024                                      | Alexander Erler Andreas Mies        | Constantin Frantzen Hendrik Jebens        | 6−3, 3−6, [10−6]     |
| 2023                                      | Alexander Erler Lucas Miedler (2)   | Gonzalo Escobar leksandr Nedovyesov       | 6−4, 6−4             |
| 2022                                      | Pedro Martínez Lorenzo Sonego       | Tim Pütz Michael Venus                    | 5−7, 6−4, [10−8]     |
| 2021                                      | Alexander Erler Lucas Miedler       | Roman Jebavý Matwé Middelkoop             | 7−5, 7−6(5)          |
| 2020                                      | Austin Krajicek Franko Škugor       | Marcel Granollers Horacio Zeballos        | 7−6(5), 7−5          |
| 2019                                      | Philipp Oswald Filip Polášek        | Sander Gillé Joran Vliegen                | 6−4, 6−4             |
| 2018                                      | Roman Jebavý Andrés Molteni         | Daniele Bracciali Federico Delbonis       | 6−2, 6−4             |
| 2017                                      | Pablo Cuevas Guillermo Durán        | Hans Podlipnik Castillo Andrei Vasilevski | 6−4, 4−6, [12−10]    |
| 2016                                      | Wesley Koolhof Matwé Middelkoop     | Dennis Novak Dominic Thiem                | 2−6, 6−3, [11−9]     |
| 2015                                      | Nicolás Almagro Carlos Berlocq      | Robin Haase Henri Kontinen                | 5−7, 6−3, [11−9]     |
| 2014                                      | Henri Kontinen Jarkko Nieminen      | Daniele Bracciali Andrei Gólubev          | 6−1, 6−4             |
| 2013                                      | Martin Emmrich Christopher Kas      | František Čermák Lukáš Dlouhý             | 6−4, 6−3             |
| 2012                                      | František Čermák Julian Knowle      | Dustin Brown Paul Hanley                  | 7−6(4), 3−6, [12−10] |
| 2011                                      | Daniele Bracciali Santiago González | Franco Ferreiro André Sá                  | 7−6(1), 4−6, [11−9]  |
| ATP Challenger Tour                       |                                     |                                           |                      |
| 2010                                      | Dustin Brown Rogier Wassen          | Hans Podlipnik-Castillo Max Raditschnigg  | 3−6, 7−5, [10−7]     |
| ATP World Tour 250 / International Series |                                     |                                           |                      |
| 2009                                      | André Sá Marcelo Melo               | Andrei Pavel Horia Tecău                  | 6−7(9), 6−2, [10−7]  |
| 2008                                      | James Cerretani Victor Hănescu      | Lucas Arnold Ker Olivier Rochus           | 6−3, 7−5             |
| 2007                                      | Potito Starace Luis Horna           | Tomas Behrend Christopher Kas             | 7−6(4), 7−6(5)       |
| 2006                                      | Philipp Kohlschreiber Stefan Koubek | Oliver Marach Cyril Suk                   | 6−2, 6−3             |
| 2005                                      | Andrei Pavel Leoš Friedl            | Christophe Rochus Olivier Rochus          | 6−2, 6−7(5), 6−0     |
| 2004                                      | Leoš Friedl František Čermák        | Lucas Arnold Ker Martín Alberto García    | 6−3, 7−5             |
| 2003                                      | Martin Damm Cyril Suk               | Jürgen Melzer Alexander Peya              | 6−4, 6−4             |
| 2002                                      | Robbie Koenig Thomas Shimada        | Lucas Arnold Ker Àlex Corretja            | 7−6(3), 6−4          |
| 2001                                      | Àlex Corretja Luis Lobo             | Simon Aspelin Andrew Kratzmann            | 6−1, 6−4             |
| 2000                                      | Pablo Albano Cyril Suk              | Joshua Eagle Andrew Florent               | 6−3, 3−6, 6−3        |
| 1999                                      | Chris Haggard Peter Nyborg          | Álex Calatrava Dušan Vemić                | 6−3, 6−7(4), 7−6(4)  |
| 1998                                      | Tom Kempers Daniel Orsanic          | Joshua Eagle Andrew Kratzmann             | 6−3, 6−4             |
| 1997                                      | Wayne Arthurs Richard Fromberg      | Thomas Buchmayer Thomas Strengberger      | 6−4, 6−3             |
| 1996                                      | Libor Pimek Byron Talbot            | David Adams Menno Oosting                 | 7−6(5), 6−3          |
| 1995                                      | Francisco Montana Greg Van Emburgh  | Jordi Arrese Wayne Arthurs                | 6−7, 6−3, 7−6        |
| 1994                                      | David Adams Andrei Olkhovski        | Sergio Casal Emilio Sánchez               | 6−1, 6−2             |
| 1993                                      | Juan Garat Roberto Saad             | Marius Barnard Tom Mercer                 | 4−6, 6−3, 6−3        |
| 1992                                      | Sergio Casal Emilio Sánchez (5)     | Horacio de la Peña Vojtěch Flégl          | 6−1, 6−2             |
| 1991                                      | Tomàs Carbonell Francisco Roig      | Pablo Arraya Dimitri Poliakov             | 6−7, 6−2, 6−4        |
| 1990                                      | Javier Sánchez Eric Winogradsky     | Francisco Clavet Horst Skoff              | 7−6, 6−2             |
| 1989                                      | Sergio Casal Emilio Sánchez         | Petr Korda Tomáš Šmíd                     | 7−5, 7−6             |
| 1988                                      | Sergio Casal Emilio Sánchez         | Joakim Nyström Claudio Panatta            | 6−4, 7−5             |
| 1987                                      | Sergio Casal Emilio Sánchez         | Miloslav Mečíř Tomáš Šmíd                 | 7−6, 7−6             |
| 1986                                      | Heinz Günthardt Tomáš Šmíd          | Hans Gildemeister Andrés Gómez            | 4−6, 6−3, 7−6        |
| 1985                                      | Sergio Casal Emilio Sánchez         | Paolo Cane Claudio Panatta                | 6−3, 3−6, 6−2        |
|                                           |                                     |                                           |                      |
| 1968                                      | Wilhelm Bungert Jürgen Fassbender   | Gerald Battrick Robert Wilson             | 6−3, 7−5             |